# Пономаренко Петро Андрійович
Петро Андрійович Пономаренко (рос. Пётр Андреевич Пономаренко, нар. 17 червня 1929, Харків, УРСР — пом. 13 травня 2005, Донецьк, Україна) — радянський футболіст, нападник, згодом дитячий футбольний тренер, теоретик підготовки футболістів. Майстер спорту. Заслужений тренер Української РСР (1968).

## Життєпис
Вихованець харківського футболу, розпочинав у команді ремісничого училища й товариства «Трудові резерви». За свою кар'єру декілька разів міняв позицію на полі — розпочинав в юнацькому футболі як захисник, потім перейшов на правий фланг нападу, а до завершення кар'єри, коли загальноприйнята розстановка футболістів змінилася, став правим півзахисником.
На дорослому рівні розпочав виступати в 1949 році в складі харківського «Локомотива», який грав тоді у вищому дивізіоні. У 1951 році був призваний в армію і направлений до складу московського ЦБЧА. У чемпіонаті країни Пономаренко жодного разу не зіграв за армійців, але двічі вийшов на поле в матчах Кубка СРСР. У 1952—1953 році виступав за тбіліський «Будинок офіцерів». У 1953 році, коли армійські команди в СРСР були розформовані, футболіст повернувся до Харкова і ще півтора сезони грав за місцевий «Локомотив». У 1955 році переїхав до Донецька і останні п'ять років ігрової кар'єри провів у «Шахтарі», в сезонах 1955 і 1956 років ставав найкращим бомбардиром команди. Всього за клуби вищого дивізіону зіграв 181 матч і забив 28 м'ячів.
З 1960 року і до кінця життя Петро Пономаренко працював тренером в центрі підготовки футболістів при команді «Шахтар». Серед його вихованців — Юрій Дегтерьов, Віктор Звягінцев, Юрій Дудинський, Володимир П'яних, В'ячеслав і Віктор Чанови, Анатолій Раденко, Сергій Попов, Сергій Ковальов, Сергій Щербаков. У 1967 році очолювана ним команда стала переможцем юнацького чемпіонату СРСР з футболу.
Закінчив Луганський педагогічний інститут. Автор декількох теоретичних робіт по методиці і психології підготовки юних футболістів.
Нагороджений орденом «За заслуги» ІІІ ступеня (2004).
Помер 13 червня 2005 року на 76-му році життя.